# Расходы
Расхо́ды — затраты, которые ведут к уменьшению экономических выгод в результате выбытия активов (денежных средств, иного имущества) и/или возникновение обязательств, приводящее к уменьшению капитала организации, за исключением уменьшения вкладов по решению участников (собственников имущества).

## Определение
Согласно БРЭ расходы — это затраты на производство и реализацию продукции, товаров и услуг за определённый период времени.
Расходы — это уменьшение экономических выгод в результате выбытия активов (денежных средств, иного имущества) и/или возникновение обязательств, приводящее к уменьшению капитала организации, за исключением уменьшения вкладов по решению участников (собственников имущества). Расходы организации представляют собой совокупность использованных ею средств, относящихся к активам, если они способны приносить доходы в будущем, или к пассивам, если этого не произойдет, то есть доходы организации уменьшатся.
По методологии российского бухгалтерского учёта не признаются расходами организации выбытие средств:
- в связи с приобретением и созданием внеоборотных активов (основных средств, нематериальных активов и пр.);
- в связи с финансовыми вложениями (вклады в уставные капиталы, приобретение ценных бумаг других организаций и пр.);
- по договорам комиссии, агентским и иным аналогичным договорам в пользу комитента и пр.;
- в виде аванса, задатка оплаты материально-производственных запасов и иных ценностей (работ, услуг);
- в погашение кредитов и займов, полученных организацией.

## Расходы организации по РСБУ
Расходы на производство и реализацию продукции, определяющие себестоимость, состоят из стоимости используемых в производстве продукции природных ресурсов, сырья, основных и вспомогательных материалов, топлива, энергии, основных фондов, трудовых ресурсов и прочих расходов по эксплуатации, а также внепроизводственных затрат.
Состав и структура расходов на производство зависят от характера и условий производства при той или иной форме собственности, от соотношения материальных и трудовых затрат и других факторов.
Расходы на производство и реализацию продукции, формирующие её себестоимость, — один из важнейших качественных показателей коммерческой деятельности предприятий.
В группу «расходы на оплату труда» входят выплаты заработной платы по существующим формам и системам оплаты труда, выплаты по установленным системам премирования, в том числе вознаграждения по итогам работы за год, выплаты компенсирующего характера (доплаты за работу в ночное время, сверхурочную работу и др.), стоимость бесплатного питания, коммунальных услуг, жилья, форменной одежды; оплата очередных и дополнительных отпусков, компенсация за неиспользованный отпуск; выплаты высвобождаемым работникам в связи с реорганизацией предприятия или сокращением штатов; единовременные вознаграждения за выслугу лет; оплата учебных отпусков рабочим и служащим, обучающимся в вечерних и заочных учебных заведениях, в заочной аспирантуре; оплата труда студентов вузов и учащихся специальных учебных заведений, находящихся на производственной практике на предприятиях; оплата труда не состоящих в штате предприятия за работу на договорных условиях, другие выплаты, включаемые в фонд оплаты труда в соответствии с действующим законодательством.
Следует иметь в виду, что не все выплаты работникам организации (предприятия) включаются в себестоимость продукции. Не включаются в затраты на производство такие расходы на оплату труда, как премии, выплачиваемые за счет специальных средств и целевых поступлений, материальная помощь, беспроцентная ссуда на улучшение жилищных условий, оплата дополнительных отпусков женщинам, воспитывающим детей, надбавки к пенсиям, единовременные пособия при уходе на пенсию, дивиденды (проценты), выплачиваемые по акциям трудового коллектива; компенсации в связи с удорожанием питания в столовых, буфетах; оплата проезда к месту работы, оплата путевок на лечение, экскурсии и путешествия, занятия в спортивных секциях, посещения культурно-зрелищных мероприятий, оплата подписки и приобретения товаров для личных нужд работников и другие затраты, производимые за счет прибыли, оставшейся в распоряжении организации.
Расходы на амортизацию связаны с потерей величины стоимости активов с течением времени. При этом амортизационные затраты определяются как разность между стоимостью средств производства и их предполагаемой остаточной стоимостью.
Расходы по обязательному страхованию имущества включаются в прочие расходы в пределах страховых тарифов. А по добровольному страхованию — в размере фактических затрат.
В состав прочих расходов входят взносы по обязательному социальному страхованию от несчастных случаев на производстве и профессиональных заболеваний.
К «Прочим расходам» относятся арендные платежи за арендуемое имущество, в том числе принятое в порядке лизинга; затраты на командировки по установленным нормам; оплата услуг по охране имущества, в том числе за пожарную и сторожевую охрану сторонними организациями и собственной службой безопасности, выполняющей функции защиты банковских и хозяйственных операций; расходы на оплату консультационных и аудиторских услуг; расходы на рекламу; на подготовку и переподготовку кадров.
К «Прочим расходам» относятся оплата услуг связи, вычислительных центров, банков (о частности, услуг факсимильной и спутниковой связи, электронной почты, а также информационных систем), плата за аренду.
Расходы на ремонт основных средств, производимые промышленными организациями, относятся к прочим расходам в размере фактических затрат в том отчетном периоде, в котором были осуществлены.
К расходам предприятия относятся проценты по полученным заемным средствам (кредитам, займам и др.) при условии, что размер процентов существенно не отклоняется от среднего уровня процентов, взимаемых по долговым обязательствам в том же отчетном периоде.
Классификация расходов по вышеперечисленным экономическим элементам применяется при определении общей суммы себестоимости продукции фирмы. В процессе анализа учитывается удельный вес каждого элемента затрат в общей сумме себестоимости, исходя из специфики отрасли промышленности, а также уровень внереализационных расходов, то есть расходов, не связанных с производством и реализацией продукции. К внереализационным расходам относятся в основном следующие виды расходов: содержание имущества, переданного по договору аренды, лизинга; расходы в виде процентов по долговым обязательствам любого вида; расходы по выпуску, обслуживанию и хранению цепных бумаг; расходы от переоценки имущества, стоимость которого выражена в иностранной валюте, в связи с изменением официального курса к рублю, установленного Центральным банком РФ; расходы на ликвидацию, демонтаж, разборку основных средств; затраты на содержание законсервированных производств; штрафы, пени и другие санкции за нарушение договорных обязательств; расходы на оплату услуг банков; суммы дебиторской задолженности, по которой истек срок исковой давности, а также потери от брака, простоев; недостачи материальных ценностей в производстве, на складах, а также убытки от хищений; потери от стихийных бедствий, пожаров, чрезвычайных ситуаций и др.